# Filipijnen van A tot Z

## 0 - 9

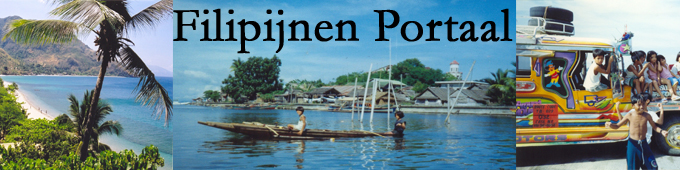
Portaal Filipijnen

14e Legergroep (Japan) -
2007 in de Filipijnen -
2008 in de Filipijnen -
2009 in de Filipijnen

## A
Aalscholver -
Aardbeving Casiguran 1968 -
Aardbeving Luzon 1990 -
Aardbeving Manilla 1863 -
Aartsbisdom Caceres -
Aartsbisdom Cebu -
Aartsbisdom Jaro -
Aartsbisdom Lipa -
Aartsbisdom Manilla -
Aartsbisdom Nueva Segovia -
Aartsbisdom Palo -
Aartsbisdom Tuguegarao -
Abaca -
Candice Adea -
Antonio Abad -
Florencio Abad -
Juan Abad -
Pacita Abad -
Jose Abad Santos (rechter) -
Pedro Abad Santos -
Esteban Abada -
Alejandro Abadilla -
Benjamin Abalos -
Isabelo Abarquez -
Edmundo Abaya -
Abditomys -
Rosalina Abejo -
Nicanor Abelardo -
Abisara echerius -
Roque Ablan -
Aboitiz Air -
Aborlan -
Abra (provincie) -
Abra de Ilog -
ABS-CBN Broadcasting Corporation -
Abu Sayyaf -
Abucay -
Napoleon Abueva -
Abulug -
Abuyog -
Acerodon leucotis -
Pedro Acharon jr. -
Adolovni Acosta -
Adams (Ilocos Norte) -
Marcelo Adonay -
Aeta -
Agapad -
Vitaliano Agan -
Aguedo Agbayani -
Agdangan -
Aglaia (genus) -
Aglaonema -
Aglipay -
Gregorio Aglipay -
Agno (Pangasinan) -
Felipe Agoncillo -
Marcela Agoncillo -
Teodoro Agoncillo - 
Agoncillo (Batangas) -
Agoo -
Corazon Agrava -
Aguilar (Pangasinan) -
Freddie Aguilar -
Rafael María de Aguilar -
Aguinaldo -
Emilio Aguinaldo -
Agung (muziekinstrument) -
Agusan del Norte -
Agusan del Sur -
Agutaya -
Ahaetulla prasina suluensis -
Air Link International Airways -
Air Philippines -
Air Philippines-vlucht 541 -
Ajuy -
Wahab Akbar -
Akbar (Basilan) -
Akbayan Citizens' Action Party -
Aklan -
Al-Barka -
Alabat (Quezon) -
Alabat (eiland) -
Alabel -
Alamada -
Alaminos (Laguna) -
Alaminos (Pangasinan) -
Alangalang -
Antonio de las Alas -
Albay -
Delia Domingo-Albert -
Teopisto Alberto -
Albuera -
Alburquerque (Bohol) -
Angel Alcala -
Alcala (Cagayan) -
Alcala (Pangasinan) -
Ronato Alcano -
Alcantara (Cebu) -
Alcantara (Romblon) -
Paulino Alcántara -
Arturo Alcaraz -
Alcoy (Cebu) -
Federico Aguilar Alcuaz -
Dalisay Aldaba -
Alegria (Cebu) -
Alegria (Surigao del Norte) -
Casto Alejandrino - 
Jose Alejandrino -
Leandro Alejandro -
Aleosan -
Estrella Alfon -
Alfonso (Cavite) -
Alfonso Castaneda -
Alfonso Lista -
Mohamad Ali Dimaporo -
Aliaga -
Marcos Alicante -
Alicia (Bohol) -
Alicia (Isabela) -
Alicia (Zamboanga Sibugay) -
Alilem -
Alimodian -
Alionycteris -
Alitagtag -
Allacapan -
Allen -
Almagro (Samar) -
Alejandro Almendras -
Almeria (Biliran) -
Aloguinsan -
Aloran -
Altavas (Aklan) -
Alubijid -
Heherson Alvarez -
Encarnacion Alzona -
Amadeo (Cavite) -
Edelmiro Amante -
Prospero Amatong -
Ambaguio -
Ambahan -
Amlan -
Mary Amora -
Fernando Amorsolo -
Pablo Amorsolo -
Ampatuan -
Andal Ampatuan jr. -
Andal Ampatuan sr. -
Felicisimo Ampon -
Amulung -
Anahawan -
Anak (film) -
Anao -
Anda (Bohol) -
Anda (Pangasinan) -
Simón de Anda -
Eric Ang -
Angadanan -
Edgardo Angara -
Juan Edgardo Angara -
Angat -
Angeles -
Angono -
Ang Kapatiran -
Paciano Aniceto -
Anilao -
Anini-y (Antique) -
Anonymomys -
Maria Elisa Anson-Roa -
Ansonia mcgregori -
Ansonia muelleri -
Antequera (Bohol)
Antipas (Cotabato) -
Antipolo -
Antique -
Pablo Antonio -
Magnolia Antonino -
Apalit -
Aparri -
Apayao -
Apl.de.ap -
Apo -
Apo-honingzuiger -
Apomys abrae -
Apomys camiguinensis -
Apomys datae -
Apomys gracilirostris -
Apomys hylocoetes -
Apomys insignis -
Apomys littoralis -
Apomys microdon -
Apomys musculus -
Apomys sacobianus -
Apomys -
Cecilio Apostol -
Agapito Aquino -
Bam Aquino -
Benigno Aquino jr. -
Benigno Aquino sr. -
Benigno Aquino III -
Corazon Aquino -
Herminio Aquino -
Kris Aquino -
Marlou Aquino -
Melchora Aquino -
Ramon Aquino -
Servillano Aquino -
Teresa Aquino-Oreta -
Arabische jasmijn -
Araceli -
Arakan (Cotabato) -
Pedro Manuel de Arandía Santisteban -
Salvador Araneta -
José Aranguren -
Manuel Araullo -
Arayat -
Archboldomys -
Archboldomys kalinga -
Archboldomys luzonensis -
Archboldomys musseri -
Juan de Arechederra -
Cayetano Arellano -
Juan Arellano -
Bonifacio Arevalo -
Argao -
Ramon Argüelles -
Argyreus hyperbius -
Aringay -
Aritao -
Aroroy -
Iggy Arroyo -
Joker Arroyo -
Jose Miguel Arroyo -
Arteche -
ASEAN -
Asingan -
Asipulo -
Asthenocnemis linnaei -
Asturias (Cebu) -
Asuncion (Davao del Norte) -
Ati-Atihan festival -
Jose Atienza jr. -
Atimonan -
Atok -
Atrophaneura kotzebuea -
Audiencia van Manilla -
Nora Aunor -
Aurora (Isabela) -
Aurora (Zamboanga del Sur) -
Aurora (provincie) -
Australische jacana -
Alicia Austria-Martinez -
Austronesische talen -
Autonomous Region in Muslim Mindanao -
Bernardito Auza -
Ramon Avanceña -
Jose Avelino -
Daisy Hontiveros-Avellana -
Lamberto Avellana -
Ayala Corporation -
Dominador Aytona -
Ayungon -
Aziatische Spelen 1954 -
Aziatische zwarte rat

## B
Baai van Manilla -
Baao -
Baardzwijn -
Babatngon -
Babuyaneilanden -
Babuyan Claro -
Babuyan -
Babuyaneilanden -
Bacacay (Albay) -
Bacarra -
Bacayao Norte -
Baclayon -
Bacnotan -
Baco (Oriental Mindoro) -
Bacolod (Lanao del Norte) -
Bacolod (Negros Occidental) -
Bacolod-Kalawi -
Bacolor -
Bacong -
Bacoor -
Bacuag -
Bacungan -
Badian -
Badiangan -
Badoc -
Baers witoogeend -
Bagabag (Nueva Vizcaya) -
Bagac -
Bagamanoc -
Baganga -
Amado Bagatsing -
Ramon Bagatsing -
Baggao -
Bago (Negros Occidental) -
Teddy Baguilat jr. -
Baguio -
Bagulin -
Bagumbayan -
Bais (Negros Oriental) -
Bakun -
Balabac (eiland) -
Balabac (Palawan) -
Balabacdwerghert -
Balabagan -
Balagtas -
Francisco Balagtas -
Balamban -
Balanga -
Balangiga -
Balangkayan -
Eulogio Balao -
Balaoan -
Balasan (Iloilo) -
Balatan -
Balayan -
Junrey Balawing -
Balbalan -
Baleno -
Baler (Aurora) -
Balete (Aklan) -
Balete (Batangas) -
Baliangao -
Baliguian -
Balilihan -
Balindong -
Balingasag -
Balingoan -
Baliuag -
Ballesteros (Cagayan) -
Baloi -
Balud -
Balungao -
Balut (ei) -
Balut (eiland) -
Bamban -
Bambang -
Banate -
Banaue -
Banaybanay -
Banayoyo -
Banga (Aklan) -
Banga (South Cotabato) -
Bangar (La Union) -
Bangko Sentral ng Pilipinas -
Bangsamoro -
Bangued (Abra) -
Bangui (Ilocos Norte) -
Bani (Pangasinan) -
Banilad -
Banisilan -
Bank of the Philippine Islands -
Bankivahoen -
Banna -
Bansalan -
Bansud -
Bantay -
Bantayan (Cebu) -
Bantayan (eiland) -
Pedro Bantigue -
Banton -
Barangay -
Baras (Catanduanes) -
Baras (Rizal) -
Barbaza (Antique) -
Robert Barbers (1944) -
Robert Barbers (1969) -
Barbourula busuangensis -
Barcelona (Sorsogon) -
Barili -
Barira -
Barletts dolksteekduif -
Barlig -
Barobo -
Barokkerken van de Filipijnen -
Barotac Nuevo -
Barotac Viejo -
Baroy -
Claudine Barretto -
Alberto Barrion -
Bayang Barrios -
Barugo -
Cesar Basa -
José Maria Basa -
Basa Air Base -
Basay (Negros Oriental) -
José Basco -
Basco (Batanes) -
Basey -
Basi-opstand -
Basilan -
Basilica Minore de San Sebastian -
Basilica minore del Santo Niño -
Basilisa -
Basista -
Basud -
Bataan -
Batac -
Batad -
Batak (Filipijnen) -
Batan (Aklan) -
Batan (eiland) -
Batanes -
Batanes-Babuyan -
Batangas (provincie) -
Batangas City -
Batangasbaai -
Bataraza -
Batasang Pambansa -
Dave Batista -
Dayallijster -
Bato (Camarines Sur) -
Bato (Catanduanes) -
Bato (Leyte) -
Batomys dentatus -
Batomys granti -
Batomys hamiguitan -
Batomys russatus -
'Batomys salomonseni -
Batomys -
Batuan (Bohol) -
Batuan (Masbate) -
Bauan -
Bauang -
Bauko -
Baungon -
Bauno -
Bautista -
Antonio Bautista -
Bay (Laguna) -
Bayabas -
Bayambang -
Bayan Muna -
Bayang -
Bayawan -
Baybay -
Bayog -
Bayombong -
Bayugan -
Enrique Beech -
Beermarter -
Belison (Antique) -
Walden Bello -
Feliciano Belmonte jr. -
Crispin Beltran -
Bemoste boomkikker -
Miguel de Benavides -
Bengaalse tijgerkat -
Benguet -
Cesar Bengzon -
Conrado Benitez -
Francisco Benitez -
Francisca Tirona-Benitez -
Helena Benitez -
Higinio Benitez -
Paz Marquez-Benitez -
Benito Ebuen Air Base -
Benito Soliven -
Beo (vogel) -
Bergeend -
Bergvlagstaartpapegaai -
Florencio Bernabe jr. -
Ishmael Bernal -
Salvador Bernal -
Constancio Bernardo -
Joaquin Bernas -
Lucas Bersamin -
Besao -
Rodolfo Biazon -
Rufino Biazon -
Bicol Region -
Bien Unido -
Bilar -
Bilibid Prison -
Biliran (Biliran) -
Biliran (eiland) -
Biliran (provincie) -
Binalbagan -
Binalonan -
Binangonan -
Biñan -
Jejomar Binay -
Nancy Binay -
Bindoy -
Bingawan -
Binibining Pilipinas -
Binidayan -
Binmaley -
Binondo -
Binondo Church -
Binuangan -
Biogeografie van de Filipijnen -
Biri -
Bisdom Balanga -
Bislig -
Nida Blanca -
Francisco Manuel Blanco -
Ramón Blanco -
Blauwe reiger -
Blauwe rotslijster -
Blauwe vinvis -
Blauwborstdwergijsvogel -
Blauwkapvlagstaartpapegaai -
Blauwkopwaaierstaart -
Blauwnekpapegaai (Tanygnathus) -
Blauwstaartbijeneter -
Blauwvleugelpitta -
Boac -
Bobon -
Bocaue -
Boerenzwaluw -
Bogo (Cebu) -
Bohol -
Boholzee -
Bokod -
Bolinao -
Boliney (Abra) -
Boljoon -
Bolo (mes) -
Bomaanslag op Plaza Miranda -
Bombon (Camarines Sur) -
Emilia Boncodin -
Bongabon -
Bongabong -
Bongao -
Bonifacio (Misamis Occidental) -
Andrés Bonifacio -
Bernard Bonnin -
Bontbekplevier -
Bonte muskaatduif -
Bonte reuzenschorsrat -
Bonte strandloper -
Bontoc (Mountain Province) -
Bontoc (Southern Leyte) -
Boracay -
Borbon -
Borongan -
Bosdwergijsvogel -
Bosruiter -
Boston (Davao Oriental) -
Botolan -
Josephine Bracken
Braulio E. Dujali -
Arturo Brion -
Lino Brocka -
Brooke's Point -
Bruine rat -
Bruinstuitsalangaan -
Buad -
Buadiposo-Buntong -
Bubalus cebuensis -
Bubong -
Bucas Grande -
Bucay (Abra) -
Bucloc (Abra) -
Buenavista (Agusan del Norte) -
Buenavista (Bohol) -
Buenavista (Guimaras) -
Buenavista (Marinduque) -
Buenavista (Quezon) -
Francisco Buencamino -
Bugallon -
Bugasong (Antique) -
Buguey -
Buguias -
Eric Buhain -
Buhi -
Buizerd -
Pedro Bukaneg -
Bukidnon -
Bula (Camarines Sur) -
Bulacan (Bulacan) -
Bulacan (provincie) -
Bulalacao -
Bulan (Sorsogon) -
Buldon -
Bullimus bagobus -
Bullimus gamay -
Bullimus luzonicus -
Bullimus -
Bultrug -
Buluan -
Bulusan Volcano National Park -
Bulusan (Sorsogon) -
Bumbaran -
Bunawan (Agusan del Sur) -
Buntunbrug -
Ignacio Bunye -
Burauen -
Burdeos -
José Burgos -
Burgos (Ilocos Norte) -
Burgos (Ilocos Sur) -
Burgos (Isabela) -
Burgos (La Union) -
Burgos (Pangasinan) -
Burgos (Surigao del Norte) -
Burias -
Buruanga (Aklan) -
Bernabe Buscayno -
Maico Buncio -
Francisco Bustamante -
Bustos -
Busuanga (eiland) -
Busuanga (Palawan) -
Butig -
Butuan -
Buug

## C
José Caancan - 
Caba -
Cabadbaran -
Cabagan -
Sotero Cabahug -
Cabanatuan -
Cabangan -
Cabanglasan -
Cabarroguis -
Cabarruyan -
Cabatuan (Iloilo) -
Cabatuan (Isabela) -
Cabiao -
Tomas Cabili -
Ben Cabrera -
Cabucgayan -
Cabugao -
Cabusao -
Cabuyao -
Cadiz (Negros Occidental) -
Cagayan de Oro -
Cagayan (rivier) -
Cagayan Sulu -
Cagayan Valley -
Cagayan -
Cagayancillo -
Cagdianao -
Cagwait -
Caibiran -
Allan Caidic -
Cainta -
Cajidiocan -
Calabanga -
CALABARZON -
Calaca -
Calamba (Misamis Occidental) -
Calamba (Laguna) -
Calamianeilanden -
Calamianenhert -
Calanasan (Apayao) -
Calanogas -
Calapan -
Calape -
Calasiao -
Calatagan -
Calatrava (Negros Occidental) -
Calatrava (Romblon) -
Calauag -
Calauan -
Calauit Island Game Preserve and Wildlife Sanctuary -
Calauit -
Calayan (Cagayan) -
Calbayog -
Calbiga -
Calicoan -
Calinog -
Calintaan -
Calocochlia pan -
Caloocan -
Calubian -
Calumpit -
Caluya (Antique) -
Camalaniugan -
Camalig (Albay) -
Camaligan -
Camarines Norte -
Camarines Sur -
Camiguin (Cagayan) -
Camiguin -
Camiling -
Florencio Campomanes -
Can-avid -
Canaman -
Candaba -
Romeo Candazo -
Candelaria (Quezon) -
Candelaria (Zambales) -
Candijay -
Candon -
Candoni -
Canlaon -
Cantilan -
Cantors reuzenweekschildpad -
Caoayan -
Fernando Capalla -
Capalonga -
Capas -
Capiz -
Capoocan -
Capul -
Carabao (eiland) -
Caraga (Davao Oriental) -
Caraga (regio) -
Caramoan -
Caramoran -
Carasi -
CARAT -
Carcar -
Cardona (Rizal) -
Carigara -
Carles -
Carmen (Agusan del Norte) -
Carmen (Bohol) -
Carmen (Cebu) -
Carmen (Cotabato) -
Carmen (Davao del Norte) -
Carmen (Surigao del Sur) -
Carmona (Cavite) -
Antonio Carpio -
Conchita Carpio-Morales -
Carpomys melanurus -
Carpomys phaeurus -
Carpomys -
Carranglan -
Carrascal -
Cystine Carreon -
Casiguran (Aurora) -
Casiguran (Sorsogon) -
Linda Ty-Casper -
Oscar Castelo -
Castilla (Sorsogon) -
Castillejos -
Pura Santillan-Castrence -
Fred Castro -
Noli de Castro -
Cataingan -
Catanauan -
Catanduanes -
Catarman (Camiguin) -
Catarman (Northern Samar) -
Catbalogan -
Cateel -
Catigbian -
Catmon -
Catubig -
Cauayan (Negros Occidental) -
Cauayan (Isabela) -
Cavinti -
Cavite (provincie) -
Cavite-muiterij -
Cavite City -
Cawayan -
Alan Peter Cayetano -
Pia Cayetano -
Rene Cayetano -
Cebu (eiland) -
Cebu (provincie) -
Cebu City -
Cebu Metropolitan Cathedral -
Cebu Pacific -
Cebuano -
Cebu-honingvogel -
Cebu-shamalijster -
Celebeszee -
Levi Celerio -
Central Cebu Protected Landscape -
Central Luzon -
Central Visayas -
Cerberus rynchops -
Cervantes (Ilocos Sur) -
Roberto Chabet -
Chaerephon plicatus -
Frank Chavez -
Cherimoya -
Chinese dwergkwartel -
Chinese witte dolfijn -
Chiropodomys calamianensis -
Chiropodomys -
Chocolate Hills -
Chronologisch overzicht van de Filipijnse geschiedenis -
Chrotomys -
Chrotomys mindorensis -
Chrotomys sibuyanensis -
Chrotomys silaceus -
Chrotomys whiteheadi -
Civil Aviation Authority of the Philippines -
Clarin (Bohol) -
Clarin (Misamis Occidental) -
Clark Air Base -
Claver -
Francisco Claver -
Narciso Clavería -
Claveria (Cagayan) -
Claveria (Masbate) -
Claveria (Misamis Oriental) -
Cesar Climaco -
Kenneth Cobonpue -
Coelops robinsoni -
Eduardo Cojuangco jr. -
Jose Cojuangco jr. -
Jose Cojuangco sr. -
Margarita Cojuangco -
Mikee Cojuangco-Jaworski -
Colegio de San Juan de Letran -
Manuel Collantes -
Columbio -
Commission on Elections -
Communist Party of the Philippines -
Compañero Y Compañera -
Compostela (Cebu) -
Compostela (Davao de Oro) -
Jose Concepcion - 
KC Concepcion -
Roberto Concepcion -
Concepcion (Iloilo) -
Concepcion (Misamis Occidental) -
Concepcion (Romblon) -
Concepcion (Tarlac) -
Manuel Conde -
Tomas Confesor -
Conner (Apayao) -
Consolacion -
Corcuera -
Cordillera Administrative Region -
Cordillera Central (Filipijnen) -
Cordon (Isabela) -
Cordova (Cebu) -
Corella (Bohol) -
Coron (eiland) -
Coron (Palawan) -
Renato Corona -
Onofre Corpuz -
Corregidor -
Cortes (Bohol) -
Cortes (Surigao del Sur) -
Nenita Cortes-Daluz -
Anna Dominique Coseteng -
Costa Rica-guave -
Cotabato (provincie) -
Cotabato City -
Crateromys australis -
Crateromys heaneyi -
Crateromys -
Billy Crawford -
Crocidura attenuata -
Crocidura batakorum -
Crocidura beatus -
Crocidura grandis -
Crocidura grayi -
Crocidura mindorus -
Crocidura palawanensis -
Crocidura panayensis -
Crunomys melanius -
Crunomys suncoides
Crunomys -
Engracia Cruz-Reyes -
Felipe Cruz -
Isagani Cruz -
Oscar Cruz -
Willy Cruz -
Miguel Cuaderno sr. -
Jolico Cuadra -
Cuartero -
Cuenca (Batangas) -
Jose Maria Cuenco -
Mariano Cuenco -
Culaba -
Culasi (Antique) -
Culion -
Currimao -
Cuyapo -
Cuyo (eiland) -
Cynopterus luzoniensis -

## D
Daanbantayan -
Daet -
Dagami -
Dagohoy -
Daguioman (Abra) -
Dagupan -
Dalaguete -
Dalupiri -
Dalupirit -
Damulog -
Danao (Cebu) -
Danao (Bohol) -
Dangcagan -
Danglas (Abra) -
Danilo Atienza Air Base -
Dao (Capiz) -
Dapa -
Dapitan -
Daraga (Albay) -
Daram -
Darangeh -
Dasmariñas -
Dasol -
Datu -
Datu Abdullah Sangki -
Datu Anggal Midtimbang -
Datu Blah T. Sinsuat -
Datu Hoffer Ampatuan -
Datu Odin Sinsuat -
Datu Paglas -
Datu Piang -
Datu Salibo -
Datu Saudi-Ampatuan -
Datu Unsay -
Dauin -
Dauis -
Davao -
Davao de Oro -
Davao del Norte -
Davao del Sur -
Davao International Airport -
Davao Oriental -
Davao Region -
Hilario Davide jr. -
Del Carmen -
Del Gallego -
Delfin Albano -
Francisco Delgado -
Lota Delgado -
Martin Delgado -
Departement van Financiën (Filipijnen) -
Departement van Nationale Defensie (Filipijnen) -
Aniano Desierto -
Desmalopex -
Desmalopex leucopterus -
Desmalopex microleucopterus -
George Dewey -
Diadi -
Marilou Diaz-Abaya -
Diffun -
Digos -
Dilasag (Aurora) -
Dimasalang -
Dimataling -
Dimiao -
Dinagat Islands -
Dinagat (eiland) -
Dinagat (Dinagat Islands) -
Dinalungan (Aurora) -
Dinalupihan -
Dinapigue -
Dinas -
Dingalan (Aurora) -
Dingle (Iloilo) -
Dingras -
Ananias Diokno -
Benjamin Diokno -
Jose Diokno -
Pepe Diokno -
Ramon Diokno -
Diosdado Macapagal International Airport -
Dipaculao (Aurora) -
Diplahan -
Dipolog -
Ditsaan-Ramain -
Divilacan -
Joe Dizon -
Djamboe semarang -
Dobsonia -
Dobsonia chapmani -
Dodaars -
Dodenmars van Bataan -
Doejong -
Dolfijn van Cuvier -
Dolksteekduif -
Dolores (Abra) -
Dolores (Eastern Samar) -
Dolores (Quezon) -
Dolphy -
Damian Domingo -
Victor Dominguez -
Don Carlos (Bukidnon) -
Don Marcelino -
Don Victoriano Chiongbian -
Donsol -
Doris Duval -
Dougalls stern
Doña Paz -
Doña Remedios Trinidad -
Jesus Dosado -
Drieteenstrandloper -
Franklin Drilon -
Dubois' boszanger -
Duero -
Dueñas (Iloilo) -
Dulag -
Dumaguete -
Dumalag -
Dumalinao -
Dumalneg -
Dumangas -
Dumanjug -
Dumaran (eiland) -
Dumaran (Palawan) -
Dumarao -
Dumingag -
Dupax del Norte -
Dupax del Sur -
Rodrigo Duterte -
Dwerggriend -
Dwergpotvis -
Dwergstern -
Dwergvinvis -
Dyacopterus -
Dyacopterus brooksi -
Dyacopterus spadiceus -
Dyacopterus rickarti

## E
Eastern Samar -
Eastern Visayas -
Echague -
Enrico Echiverri -
Economie van de Filipijnen -
Victorio Edades -
Edens vinvis -
EDSA-revolutie -
Eerste Filipijnse Republiek -
Eetbaar-nestsalangaan -
Joseph Victor Ejercito -
Luisa Ejercito-Estrada -
El Nido -
El Salvador City -
Epifanio de los Santos Avenue -
Elmerrillia -
Emata, Erwin -
Emballonura alecto -
Emoia caeruleocauda -
Engelhardia -
Enrile -
Juan Ponce Enrile -
Juan Ponce Enrile jr. -
Enrique B. Magalona -
Enrique Villanueva -
Eonycteris robusta -
Eduardo Ermita -
Eileen Ermita-Buhain -
Eufranio Eriguel -
Escabeche -
Escalante (Negros Occidental) -
Francis Escudero -
Salvador Escudero III -
Eskrima -
Esperanza (Agusan del Sur) -
Esperanza (Masbate) -
Esperanza (Sultan Kudarat) -
William Esposo -
Estancia -
Jinggoy Estrada -
Joseph Estrada -
Conrado Estrella -
Linda Estrella -
Neil Etheridge -
Euploea core -
Eurema hecabe -
Exilisciurus -
Exilisciurus concinnus

## F
Falsistrellus petersi -
FAMAS Award -
FAMAS Award voor beste acteur -
FAMAS Award voor beste actrice -
FAMAS Award voor beste film -
FAMAS Award voor beste mannelijke bijrol -
FAMAS Award voor beste regisseur -
FAMAS Award voor beste vrouwelijke bijrol -
Famy -
Far Eastern University -
Fauna van de Filipijnen -
Feest van de zwarte Nazarener -
Florentino Feliciano -
Julian Felipe -
Fengshen -
Jose Feria -
Marcelo Fernan -
Estanislao Fernandez -
Perfecto Fernandez -
Ramon Fernandez -
Ramon Fernandez -
Rudy Fernandez -
Susan Fernandez -
Bayani Fernando -
Enrique Fernando -
Ferrol (Romblon) -
Filipijnen -
Filipijnentrog -
Filipijnen op de Aziatische Indoorspelen -
Filipijnen op de Aziatische Spelen -
Filipijnen op de Olympische Spelen -
Filipijnen op de Olympische Winterspelen 1972 -
Filipijnen op de Olympische Winterspelen 1988 -
Filipijnen op de Olympische Zomerspelen 1924 -
Filipijnen op de Olympische Zomerspelen 1928 -
Filipijnen op de Olympische Zomerspelen 1932 -
Filipijnen op de Olympische Zomerspelen 1936 -
Filipijnen op de Olympische Zomerspelen 1948 -
Filipijnen op de Olympische Zomerspelen 1952 -
Filipijnen op de Olympische Zomerspelen 1956 -
Filipijnen op de Olympische Zomerspelen 1960 -
Filipijnen op de Olympische Zomerspelen 1964 -
Filipijnen op de Olympische Zomerspelen 1968 -
Filipijnen op de Olympische Zomerspelen 1972 -
Filipijnen op de Olympische Zomerspelen 1976 -
Filipijnen op de Olympische Zomerspelen 1996 -
Filipijnen op de Olympische Zomerspelen 2004 -
Filipijnen op de Olympische Zomerspelen 2008 -
Filipijnen op de Olympische Winterspelen 1992 -
Filipijnen in de Davis Cup -
Filipijns Congres -
Filipijns honkbalteam -
Filipijns Huis van Afgevaardigden -
Filipijns Open (golf) -
Filipijns spookdier -
Filipijns stekelvarken -
Filipijns voetbalelftal -
Filipijns wrattenzwijn -
Filipijns-Amerikaanse Oorlog -
Filipijns -
Filipijnse aardschildpad -
Filipijnse apenarend -
Filipijnse bisschoppenconferentie -
Filipijnse blauwrug -
Filipijnse brilvogel -
Filipijnse drongo -
Filipijnse dwergijsvogel -
Filipijnse dwergooruil -
Filipijnse dwergvalk -
Filipijnse eend -
Filipijnse gemeente -
Filipijnse gierzwaluw -
Filipijnse Grondwet -
Filipijnse haaregel -
Filipijnse hooggerechtshof -
Filipijnse jaarvogel -
Filipijnse kaketoe -
Filipijnse keuken -
Filipijnse kikkerbek -
Filipijnse krokodil -
Filipijnse kuifarend -
Filipijnse Muridae -
Filipijnse muskaatduif -
Filipijnse snijdervogel -
Filipijnse oehoe -
Filipijnse peso -
Filipijnse Plaat -
Filipijnse provincie -
Filipijnse regio -
Filipijnse revolutie -
Filipijnse rupsvogel -
Filipijnse sambar -
Filipijnse Senaat -
Filipijnse specht -
Filipijnse spoorkoekoek -
Filipijnse stad -
Filipijnse stinkdas -
Filipijnse toepaja -
Filipijnse trogon -
Filipijnse valkuil -
Filipijnse vleermuisparkiet -
Filipijnse vliegende hond -
Filipijnse vliegende kat -
Filipijnse voetbalbond -
Filipijnse zeilhagedis -
Juan Flavier -
Lina Flor -
Flora (Apayao) -
Leona Florentino -
Ambrosio Flores -
Bella Flores -
Floridablanca -
Santiago Fonacier -
Thomas Fonacier -
Fort San Pedro -
Antonio Fortich -
Julius Fortuna -
Carlos Francisco -
Casey Francisco -
Lazaro Francisco -
Francisco Bangoy International Airport -
Fuga (eiland) -
Felix Fuentebella -
Jose Fuentebella -
Jovita Fuentes -
Susan Fuentes

## G
Gabaldon -
Gainza -
Galimuyod -
Gamay (Northern Samar) -
Gamu -
Ganassi -
Emilio Gancayco -
Gandara -
Gangesbrilvogel -
Gapan -
Garchitorena -
Eddie Garcia -
Carlos Garcia
Garnalenpasta -
Cancio Garcia -
Gwendolyn Garcia -
Garcia Hernandez -
Gasan -
Harry Gasser -
Sherwin Gatchalian -
Gattaran -
Voltaire Gazmin -
Gebandeerde rupsvogel -
Geelbandral -
Geelborstjufferduif -
Geellelbuulbuul -
Geelsnavelstern -
Gele kwikstaart -
Gemenebest van de Filipijnen -
General Emilio Aguinaldo (Cavite) -
General Luna (Quezon) -
General Luna (Surigao del Norte) -
General MacArthur -
General Mamerto Natividad -
General Mariano Alvarez (Cavite) -
General Nakar -
General Santos -
General Salipada K. Pendatun -
General Tinio
General Trias -
Geoorde fuut -
Gerona (Tarlac) -
Geografie van de Filipijnen -
Geologie van de Filipijnen -
Geschiedenis van de Filipijnen -
Gestreepte dolfijn -
Gestreepte honingvogel -
Gevlekte vechtkwartel -
Gestreepte woltimalia -
Getafe (Bohol) -
Gewone dolfijn -
Gewone vinvis -
Gigaquit -
Gigmoto -
Avelina Gil -
Ginatilan -
Gingoog (Misamis Oriental) -
Giniling -
Giporlos -
Gitagum -
Glan (Sarangani) -
Glansvleugelhoningzuiger -
Glasmie -
Glischropus tylopus -
Gloria (Oriental Mindoro) -
Goa (Camarines Sur) -
Godod -
Martin de Goiti -
Golf van Leyte -
Mariano Gómez -
Gonzaga (Cagayan) -
Neptali Gonzales -
N.V.M. Gonzalez -
Raul M. Gonzalez -
Raul S. Gonzalez -
Richard Gordon -
Onesimo Gordoncillo -
Gouverneur-generaal van de Filipijnen (1571-1898) -
Gouverneur-generaal van de Filipijnen (1898-1935) -
Governor Generoso -
Gramper -
Grauwe franjepoot -
Gray's dwergsalangaan -
Grays varaan -
Greenwich Pizza -
Potenciano Gregorio -
Gregorio del Pilar (Ilocos Sur) -
Grijskeelhoningzuiger -
Grijskopspecht -
Grijze pelikaan -
Groene vlagstaartpapegaai -
Groenpootruiter -
Grootpoothoenders -
Groot-Luzon -
Groot-Mindanao -
Groot-Negros-Panay -
Groot-Palawan -
Grote bruine vruchtduif -
Grote dwergooruil -
Grote gele kwikstaart -
Grote goudrugspecht -
Grote karekiet -
Grote plompe lori -
Grottenvleerhond -
Grutto -
Guagua -
Guaiabero -
Gubat -
Fernando María Guerrero -
León María Guerrero -
Lorenzo María Guerrero -
Luís María Guerrero -
Laureano Guevarra -
Guiguinto -
Guihulngan -
Guimaras -
Guimba -
Guimbal -
Guinayangan -
Guindulman -
Guindulungan -
Teofisto Guingona jr. -
Teofisto Guingona sr. -
Teofisto Guingona III -
Guinobatan (Albay) -
Guinsiliban -
Guipos -
Guiuan -
Gumaca -
Gutalac -
Chin Chin Gutierrez -
Gymnothorax kidako

## H
Hadji Mohammad Ajul -
Hadji Panglima Tahil -
Haeromys pusillus -
Haeromys -
Edward Hagedorn - 
Hagonoy (Bulacan) -
Hagonoy (Davao del Sur) -
Halo-halo -
Halsbandvleermuis -
Eusebius Halsema -
Hamtic (Antique) -
Haplonycteris -
Francis Burton Harrison
Harpiocephalus harpia -
Jeremiah Harty -
Hemelsblauwe monarch -
Quinito Henson -
Hermosa -
Adriano Hernandez -
Amado Hernandez -
Gregorio Hernandez jr. -
Valeriano Hernandez -
Hernani (Eastern Samar) -
Ernesto Herrera -
Hibiscus mutabilis -
Zoilo Hilario -
Hilongos -
Himamaylan -
Hinabangan -
Hinatuan -
Hindang -
Hingyon -
Hinigaran -
Hinoba-an -
Hinunangan -
Hinundayan -
Hipposideros ater -
Hipposideros bicolor -
Hipposideros cervinus -
Hipposideros cineraceus -
Hipposideros coronatus -
Hipposideros diadema -
Hipposideros lekaguli -
Hipposideros obscurus -
Hipposideros pygmaeus -
Hoefijzermuskaatduif -
Hof van beroep (Filipijnen) -
Homonhon -
Gregorio Honasan -
Jose Hontiveros -
Risa Hontiveros -
Hop (vogel) -
Houtsnip -
Freddie Hubalde -
Hudhud -
Treat Huey -
Hundred Islands National Park -
Hungduan -
Hukbalahap -
Hylopetes -
Hylopetes nigripes -
Hypolimnas bolina

## I
Iba -
Ibaan -
Ibajay (Aklan) -
Idea leuconoe -
Ifugao (provincie) -
Ifugao (volk) -
Igbaras -
Iguig -
IJsvogel -
Ilagan -
Hermogenes Ilagan -
Lourence Ilagan -
Danny Ildefonso -
Rafael Ileto -
Iligan -
Ilinnevelrat -
Ilocos Norte -
Ilocos Region -
Ilocos Sur -
Ilog -
Iloilo -
Iloilo City -
Ilongot -
Imelda (Zamboanga Sibugay) -
Impasug-Ong -
Carlos Imperial -
Imus -
Inabanga -
Indanan -
Indang -
Independence Day (Filipijnen) -
Indische Archipel -
Indische blauwrug -
Indische bruinvis -
Infanta (Pangasinan) -
Infanta (Quezon) -
Ingerophrynus philippinicus -
Initao -
Inopacan -
Interisland Airlines -
Interisland Airlines-vlucht UP-AN216 -
International Rice Research Institute -
Intramuros -
Ipil -
Iriga City -
Irosin -
Irrawaddydolfijn
Isabel -
Isabela (Negros Occidental) -
Isabela (provincie) -
Isabela City -
Isabella's wielewaal -
Islamitische rebellie in de Filipijnen -
ISO 3166-2:PH -
Isulan -
Itbayat -
Itogon -
Ivana -
Ivisan

## J
Jabonga -
Emilio Jacinto -
Jaen (Nueva Ecija) -
Jagna -
Jala-Jala -
Jamindan -
Janiuay -
Francis Jardeleza -
Jaro (Iloilo) -
Jaro (Leyte) -
Jasaan -
Java-aap -
Javier (Leyte) -
Robert Jaworski -
Antonio Jayme -
Vicente Jayme -
Jeepney -
Jemaah Islamiyah -
Gregoria de Jesus -
Jiabong -
Jimalalud -
Jimenez -
Jipapad -
Nick Joaquin -
Johnstone's lori -
Jollibee -
Jolo (eiland) -
Jolo (Sulu) -
Jomalig -
Jones (Isabela) -
William Atkinson Jones -
Jordan (Guimaras) -
Jose Abad Santos -
Jose Dalman -
F. Sionil José -
Jose Panganiban -
Josefina -
Jovellar (Albay) -
Jose Joya -
Juban -
Jueteng -
Julita -
Junonia lemonias -
Junonia villida -

## K
Kabacan -
Kabankalan -
Kabasalan -
Kabayan -
Kabugao (Apayao) -
Kabuntalan -
Kadingilan -
Kalamansig -
Maximo Kalaw -
Pura Villanueva-Kalaw -
Teodoro Kalaw -
Eva Estrada-Kalaw -
Kalawit -
Kalayaan (Laguna) -
Kalayaan (Palawan) -
Kalibo (Aklan) -
Kalilangan -
Kalinga -
Kalingalan Caluang -
Kalong -
Kananga (Leyte) -
Kaneelbruine brilvogel -
Kanoet -
Kapai -
Kapalong -
Kapangan -
Kapatagan (Lanao del Norte) -
Kapatagan (Lanao del Sur) -
Kapoelasan -
Kasal, Kasali, Kasalo -
Kasibu -
Kasilag, Lucrecia -
Kathedraal van Manilla -
Katipunan (Zamboanga del Norte) -
Kauswagan -
Kawasan-watervallen -
Kawayan -
Kawit -
Kayapa -
Keep -
June Keithley-Castro -
Kelong -
Kemphaan -
Kerivoula hardwickii -
Kerivoula pellucida -
Kerivoula whiteheadi -
Kerncentrale Bataan -
Khavn de la Cruz -
Kiamba -
Kiangan -
Kibawe -
Kiblawan -
Kibungan -
Kidapawa -
Kilusang Bagong Lipunan -
Kinatay -
Kinoguitan -
Roman Kintanar -
Kitangladgebergte -
Kitaotao -
Kitcharao -
Ang Kiukok -
Kleine bruine vruchtduif -
Kleine jager -
Kleine menievogel -
Kleine plevier -
Kleine vliegenvanger -
Kleinklauwotter -
Kleinst waterhoen -
Kleinste potvis -
Klimaat van de Filipijnen -
Kluut -
Koereiger -
Kokmeeuw -
Kolambugan -
Kopi Luwak -
Koronada -
Kortstaartmangoeste -
Kou (plant) -
Krakeend -
Krombekstrandloper -
Krijgsmacht van de Filipijnen -
Kruisbek -
Kuifeend -
Kulintang -
Kumalarang -
Kwak (vogel)

## L
La Castellana -
La Carlota (Negros Occidental) -
La Independencia -
La Libertad (Negros Oriental) -
La Libertad (Zamboanga del Norte) -
La Paz (Abra) -
La Paz (Agusan del Sur) -
La Paz (Leyte) -
La Paz (Tarlac) -
La Trinidad (Benguet) -
La Union (provincie in de Filipijnen) -
Laak (Davao de Oro) -
Labangan -
Labason -
Labo -
Labrador (Pangasinan) -
Aniceto Lacson -
Arsenio Lacson -
Panfilo Lacson -
Lacub (Abra) -
Laddrif -
Lagangilang (Abra) -
Lagawe -
Lagayan (Abra) -
Angel Lagdameo -
Lagonglong -
Lagonoy -
Laguindingan -
Laguna de Bay -
Laguna (provincie) -
Lake Sebu -
Lakewood (Zamboanga del Sur) -
Lal-Lo -
Lala -
Lambayong -
Lambunao -
Lamita -
Lamut -
Jun Lana -
Lanao del Norte -
Lanao del Sur -
Lanaomeer -
Langiden (Abra) -
Langsnuitdolfijn -
Langsnuitvaalhaai -
Languyan -
Langvleugelvleermuis -
Lantapan -
Lantawan -
Lanuza -
Laoac -
Laoag -
Laoag International Airport -
Laoang -
Lito Lapid -
Lapinig (Northern Samar) -
Lapu-Lapu (persoon) -
Lapu-Lapu City -
Lapuyan -
Larena -
Las Navas -
Las Nieves (Agusan del Norte) -
Las Piñas City -
Lasam -
Laua-an (Antique) -
Laur -
Laurel (Batangas) -
Arsenio Laurel -
José Laurel -
Salvador Laurel -
Lavezares -
Lawaan -
Jaime Laya -
Lazi -
Lazi -
Lebak (Sultan Kudarat) -
Lechon -
Leclanchers jufferduif -
Antonio Ledesma -
Leganes (Iloilo) -
Benito Legarda -
Loren Legarda -
Christopher de Leon -
Leonard Legaspi -
Legazpi (Albay) -
Legioen van Eer (Filipijnen) -
Leikruinbuulbuul -
Lemery (Batangas) -
Lemery (Iloilo) -
Narcisa de Leon -
Leon (Iloilo) -
Leptosia nina -
Lexias pardalis -
Leyte (eiland) -
Leyte (Leyte) -
Leyte (provincie) -
Lezo (Aklan) -
Lian -
Lianga -
Libacao (Aklan) -
Libagon -
Liberal Party (Filipijnen) -
Libertad (Antique) -
Libertad (Misamis Oriental) -
Libingan ng mga Bayani -
Libjo -
Libmanan -
Libon (Albay) -
Libona -
Libungan -
Licab -
Licuan-Baay (Abra) -
Lidlidda -
Liga -
Lijst van Filipijnse eilanden -
Lijst van Filipijnse medaillewinnaars atletiek op de Zuidoost-Aziatische Spelen 2007 -
Lijst van Filipijnse medaillewinnaars op de Aziatische Spelen atletiek -
Lijst van Filipijnse senatoren -
Lijst van kathedralen in de Filipijnen -
Lijst van kranten in de Filipijnen -
Lijst van nationale parken en reservaten in de Filipijnen -
Lijst van presidenten van de Filipijnen -
Lijst van reptielen en amfibieën in de Filipijnen -
Lijst van rooms-katholieke bisdommen in de Filipijnen -
Lijst van vlaggen van Filipijnse deelgebieden -
Lijst van vliegvelden in de Filipijnen -
Lijst van zoogdieren in de Filipijnen -
Lila (Bohol) -
Liliw -
Liloan (Cebu) -
Liloan (Southern Leyte) -
Liloy -
Alfredo Lim -
Danilo Lim -
Limasawa -
Limay (Bataan) -
Limnomys bryophilus -
Limnomys sibuanus -
Limnomys -
Jun Limpot -
Linamon -
Linapacan (eiland) -
Linapacan -
Anita Linda -
Lingayen -
Lingig -
Alfredo Liongoren -
Francisco Liongson (politicus) -
Lipa (Batangas) -
Llanera (Nueva Ecija) -
Llorente -
Loay -
Loay -
Lobo (Batangas) -
Loboc -
Teodoro Locsin jr. -
Leandro Locsin -
Loewak -
Looc (Occidental Mindoro) -
Looc (Romblon) -
Loon (Bohol) -
Lope de Vega (Northern Samar) -
Graciano López Jaena -
Lopez Jaena -
Lopez (Quezon) -
Fernando Lopez -
Miguel López de Legazpi -
Loreto (Agusan del Sur) -
Loreto (Dinagat Islands) -
Loriculus camiguinensis -
Los Baños -
Luba (Abra) -
Lubang (eiland) -
Lubang (Occidental Mindoro) -
Lubao -
Lubuagan -
Lucban -
Lucena (Quezon) -
Santiago Lucero -
Lugait -
Lugus (Sulu) -
Luisiana -
Lumba-Bayabao -
Lumbaca-Unayan -
Lumban -
Lumbatan -
Lumbayanague -
Bienvenido Lumbera -
Luna (Apayao) -
Luna (Isabela) -
Luna (La Union) -
Andres Luna de San Pedro -
Antonio Luna -
Juan Luna -
Lupang Hinirang -
Lupao -
Lupi (Camarines Sur) -
Lupon -
Lutayan -
Luuk (Sulu) -
Arturo Luz -
Luzon (eiland) -
Luzon (eilandengroep) -
Luzonbosijsvogel -
Luzonbrilvogel -
Luzonneushoornvogel -
Luzonral -
Luzonrupsvogel
Jose de Luzuriaga -

## M
Ma-ayon -
Regalado Maambong -
Maasim -
Maasin (Iloilo) -
Mabalacat -
Mabinay -
Mabini (Batangas) -
Mabini (Bohol) -
Mabini (Davao de Oro) -
Mabini (Pangasinan) -
Apolinario Mabini -
Mabitac -
Mabolo -
Mabuhay -
Felix Macasiar -
Macabebe -
Macalelon -
Diosdado Macapagal -
Gloria Macapagal-Arroyo -
Douglas MacArthur -
Arthur MacArthur jr. -
Douglas MacArthur -
Ernesto Maceda -
Emilio Macias II -
Maco (Davao de Oro) -
Maconacon -
Macrohon -
Mactan-Cebu International Airport -
Mactan -
Lisa Macuja -
Madalag (Aklan) -
Madalum -
Madamba -
Maddela -
Mariano Madriaga -
Gregorio Martínez -
Pedro José Manuel Martínez de Arizala -
Madrid (Surigao del Sur) -
Madridejos -
Maestre de Campo -
Maria Ana Madrigal -
Pacita Madrigal-Gonzales -
Vicente Madrigal -
Magalang -
Magallanes (Agusan del Norte) -
Magallanes (Cavite) -
Magallanes (Sorsogon) -
Francis Magalona -
Magarao -
Teresa Magbanua -
Magdalena (Laguna) -
Magdiwang -
Ferdinand Magellaan -
Magellan's Cross -
Magpet -
Magsaysay (Davao del Sur) -
Magsaysay (Lanao del Norte) -
Magsaysay (Misamis Oriental) -
Magsaysay (Occidental Mindoro) -
Magsaysay (Palawan) -
Anita Magsaysay-Ho -
Genaro Magsaysay -
Ramon Magsaysay -
Ramon Magsaysay jr. -
Magsingal -
Maguindanao -
Maguing -
Mahaplag -
Mahatao -
Mahayag -
Mahinog -
Maigo -
Maimbung -
Mainit -
Maitum -
Majayjay -
Francisco Makabulos -
Querube Makalintal -
Felix Makasiar -
Makati -
Makati Medical Center -
Makato (Aklan) -
Makilala -
Malabang -
Malabo -
Malabuyoc -
Malacañang Palace -
Malalag -
Malangas -
Malapatan -
Malasiqui -
Malay (Aklan) -
Malaybalay -
Malayo-Polynesische talen -
Maleise bijeneter -
Maleise buulbuul -
Maleise civetkat -
Maleisische boomslang -
Malibcong (Abra) -
Noel Malicdem - 
Malilipot (Albay) -
Malimono -
Malinao (Aklan) -
Malinao (Albay) -
Malita -
Malitbog (Bukidnon) -
Malitbog (Southern Leyte) -
Mallig -
Malolos -
Malungon -
Maluso -
Malvar -
Miguel Malvar -
Mamasapano -
Mambajao -
Mamburao -
Mambusao -
Mamey sapota -
Cecil Mamiit -
Manabo (Abra) -
Eraño Manalo -
Felix Manalo -
Manaoag -
Manuel Manahan -
Manapla -
Manay -
Mandaluyong -
Mandaon -
Mandaue City -
Manenduif -
Manga (Tagbilaran) -
Esmael Mangudadatu -
Mangaldan -
Mangatarem -
Raul Manglapus -
Mangrovenslang -
Mangrovereiger -
Mangudadatu -
Manila Bulletin -
Manila Hotel -
Manila Zoo -
Manilla-papegaaiamadine -
Manilla -
Manillagaljoen -Manillahennep
Manito (Albay) -
Manjuyod -
Mankayan -
Manolo Fortich -
Mansalay -
Manticao -
Manukan -
Edu Manzano-
Mapanas -
Mapandan -
Tomas Mapua -
Mapun -
Marabut -
Maragondon -
Maragusan -
Maramag -
Joseph Marañon -
Marantao -
Marawi -
Marcelo Fernan-brug -
Marche's jufferduif -
Marcos (Ilocos Norte) -
Ferdinand Marcos -
Ferdinand Marcos jr. -
Imee Marcos -
Imelda Marcos -
Mariano Marcos-
Margosatubig -
Maria (Siquijor) -
Maria Aurora (Aurora) -
Maribojoc -
Maricaban -
Marihatag -
Marikina -
Marilao -
Marinduque -
Maripipi -
Mariveles -
Marogong -
Masantol -
Masbate (eiland) -
Masbate (provincie) -
Masbate City-
Tomas Mascardo -
Masinloc -
Masiu -
Maslog -
Mataasnakahoy -
Matag-ob -
Matalam -
Matalom -
Matanao -
Matanog -
Mel Mathay -
Mati City -
Matnog -
Matuguinao -
Matungao -
Genoveva Matute -
Mauban -
Mawab -
Maxomys panglima -
Maxomys -
Mayantoc -
Maydolong -
Mayon -
Mayorga (Leyte) -
Mayoyao -
Liza Maza -
Medellin (Cebu) -
Medina (Misamis Oriental) -
Medinilla cummingii -
Medinilla magnifica -
Medinilla myriantha -
Medinilla venosa -
Meerkoet -
Megaerops wetmorei -
Alejandro Melchor sr. -
Jose Melo -
Mendez -
Enrique Mendiola -
Brillante Mendoza -
Pelagia Mendoza -
Orlando Mercado -
Mercedes (Camarines Norte) -
Mercedes (Eastern Samar) -
Merida (Leyte) -
Merrills jufferduif -
Metro Cebu -
Metro Manila Film Festival -
Mexico (Pampanga) -
Meycauayan -
Miagao -
Midsalip -
Midsayap -
Mihoen -
Milagros (Masbate) -
Milaor -
MIMAROPA -
Mina (Iloilo) -
Ara Mina -
Minalabac -
Minalin -
Mindanao-bosijsvogel -
Mindanao-koningsspreeuw -
Mindanao-neushoornvogel -
Mindanao-papegaaiamadine -
Mindanao-vlagstaartpapegaai -
Mindanao -
Mindoro-dolksteekduif -
Mindoro-honingvogel -
Mindoro-muskaatduif -
Mindoro-neushoornvogel -
Mindoro-spoorkoekoek -
Mindoro -
Minglanilla -
Miniopterus australis -
Miniopterus medius -
Miniopterus paululus -
Miniopterus pusillus -
Miniopterus tristis -
Vanessa Minnillo -
Irineo Miranda -
Misamis Occidental -
Misamis Oriental -
Nur Misuari -
Ramon Mitra jr. -
M'Lang -
Moalboal -
Mobo -
Karen Moe -
Mogpog -
Moises Padilla -
Molave -
Antonio Molina -
Miguel Molina -
Moncada (Tarlac) -
Mondragon (Northern Samar) -
Monkayo -
Monreal (Masbate) -
Winnie Monsod -
Cesar Montano -
Justiniano Montano -
Alfredo Montelibano jr. -
Larry Montes -
Lily Monteverde -
Montevista -
Patricio Montojo -
Mops sarasinorum -
Horacio Morales -
Carmelo Dominador Flores Morelos -
Antonio de Morga -
Moro Islamic Liberation Front -
Morong (Bataan) -
Morong (Rizal) -
Motiong -
Mount Apo -
Mount Arayat -
Mount Banahaw -
Mount Bandilaan -
Mount Bulusan -
Mount Canlaon -
Mount Data -
Mount Halcon -
Mount Hamiguitan -
Mount Hibok-Hibok -
Mount Isarog -
Mount Isarog-gestreepte rat -
Mount Makaturing -
Mount Malayarat Golf & Country Club -
Mount Malindig -
Mount Pinatubo -
Mount Pulag -
Mount Ragang -
Mount Taal -
Mount Talinis -
Mountain Province -
Muhammad Kudarat -
Aga Muhlach -
Hadji Muhtamad -
Mulanay -
Mulondo -
Munai -
Fe del Mundo -
Cecilia Muñoz-Palma -
Tita Muñoz -
Muntinlupa -
Al-Haj Murad -
Murcia (Negros Occidental) -
Murina cyclotis
Muskaatvink -
Muskusspitsmuis -
Mutia -
Mycalesis perseus -
Myotis ater -
Myotis formosus -
Myotis horsfieldii -
Myotis macrotarsus -
Myotis muricola -
Müllers rat -
MV Princess of the Stars

## N
Naakte vleermuis -
Naawan -
Nabas (Aklan) -
Nabua -
Nabunturan -
Nacionalista Party -
Naga (Cebu) -
Naga (Zamboanga Sibugay) -
Naga (Camarines Sur) -
Nagbukel -
Nagcarlan -
Nagtipunan -
Naguilian (Isabela) -
Naguilian (La Union) -
Naic -
Angel Nakpil -
Carmen Guerrero-Nakpil -
Juan Nakpil -
Julio Nakpil -
Nampicuan -
Rafael Nantes -
Narra -
Narvacan -
Andres Narvasa -
Nasi goreng -
Nasipit (Agusan del Norte) -
Nasugbu -
Nationaal Artiest van de Filipijnen -
Nationaal park Bulusan Volcano -
Nationaal park Sohoton -
Nationaal park St Paul's Subterranean River -
National Library of the Philippines -
National Museum of the Philippines -
National Capital Region -
National Citizens' Movement for Free Elections -
Nationalista Party -
Nationalist People's Coalition -
Natividad -
Natonin -
Naujan -
Naval -
Navotas -
Paolo Nebrida -
Marife Necesito -
Negrito -
Negros Occidental -
Negros Oriental -
Negros -
Negrosdolksteekduif -
Negrosspitsmuis -
Nepenthes attenboroughii -
Nepenthes sibuyanensis -
David Nepomuceno -
José Nepomuceno -
Juan Nepomuceno -
Neptis hylas -
Netpython -
Neusrat -
New Bataan -
New Corella -
New Lucena -
New People's Army -
New Washington (Aklan) -
Nieuw-Spanje -
Ninoy Aquino International Airport -
Nipa-hut -
Prospero Nograles -
Noli Me Tangere -
Noord-Luzonneusrat -
Noordelijke huismuis -
Michael Novales -
Norala -
Northern Kabuntalan -
Northern Mindanao -
Northern Samar -
Norzagaray -
Noveleta -
Nueva Ecija -
Nueva Era -
Nueva Valencia -
Nueva Vizcaya (Filipijnen) -
Numancia (Aklan) -
Nunungan -
Nyctimene rabori -
Nypa fruticans

## O
Oas (Albay) -
Obando -
Ramon Obusan -
Ocampo -
Ed Ocampo -
Pablo Ocampo -
Satur Ocampo -
Occidental Mindoro -
Nereo Odchimar -
Odiongan -
Oscar Obligacion -
Michael O'Doherty -
Oeverzwaluw -
Felixberto Olalia sr. -
Rolando Olalia -
Olango -
Old Panamao -
Olifantenyam -
Olijfbruin waterhoen -
Olongapo -
Olutanga -
Omar (Sulu) -
Jaime Ongpin -
Ooievaar -
Blas Ople -
Opol -
Leo Oracion -
Orani (Bataan) -
Oras -
Orde van Gabriela Silang -
Sedfrey Ordoñez -
Oreophryne nana -
Oriental Mindoro -
Orion (Bataan) -
Orka -
Ormoc -
Ornaatmees -
Oroquieta -
Leonor Orosa-Goquingco -
Francisco Ortigas -
Camilo Osias -
Oslob -
Emilio Osmeña -
Sergio Osmeña -
Sergio Osmeña jr. -
Sergio Osmeña sr. -
Sergio Osmeña III -
John Henry Osmeña -
Tomas Osmeña -
Juan Antonio Orbigo -
Dennis Orcollo -
Manuel Ortega -
Remedios de Oteyza -
Otomops-
Oton -
Otopteropus -
Manuel Ott -
Outrigger -
Albert van Overbeke -
Ozamiz

## P
.ph -
Pacificair -
Pacijan -
Manny Pacquiao -
Pact van Biak-na-Bato -
Grace Padaca -
Padada -
Ambrosio Padilla -
Francisco Padilla -
Jose Padilla jr. -
Jose Padilla sr. -
Nicanor Padilla -
Osvaldo Padilla -
Padre Burgos (Quezon) -
Padre Burgos (Southern Leyte) -
Padre Garcia -
Paete -
Pagadian City -
Pagagawan -
Pagalungan -
Pagayawan -
Pagbilao -
Paglat -
Pagsanghan -
Pagsanjan -
Pagudpud -
Eliseo Pajaro -
Pakil -
Palanan -
Palanas -
Palapag -
Palauig -
Palawan -
Palawanbladvogel -
Palawanmees -
Palawanneushoornvogel -
Palawanniltava -
Palawanomys -
Palawanpauwfazant -
Palawanschubdier -
Palawanstinkdas -
Palawantoepaja -
Palawanvlagstaartpapegaai -
Palawanvliegenvanger -
Palawanwoltimalia -
Palayan -
Palimbang -
José Palma (dichter) -
Jose Palma (geestelijke) -
Rafael Palma -
Palo (Leyte) -
Palompon -
Paluan -
Pambujan -
Pampanga -
Pamplona (Cagayan) -
Pamplona (Camarines Sur) -
Pamplona (Negros Oriental) -
Pan-Filipijnse snelweg -
Jose Panganiban -
Panabo City -
Panaon (eiland) -
Panaon (Misamis Occidental) -
Panay (Capiz) -
Panay (Catanduanes) -
Panay (eiland) -
Panay-neushoornvogel -
Pandag -
Pandami -
Pandan (Antique) -
Pandan (Catanduanes) -
Pandi (Bulacan) -
Panganiban -
Jose Panganiban -
Artemio Panganiban -
Pangantucan -
Pangasinan (provincie) -
Pangil -
Francis Pangilinan -
Panglao (Bohol) -
Panglao (eiland) -
Panglima Estino -
Panglima Sugala -
Pangutaran -
Paniqui -
Panitan -
Pantabangan -
Pantao Ragat -
Pantar (Lanao del Norte) -
Pantukan
Panukulan -
Paoay -
Paoay Church -
Paombong -
Papilio demoleus -
Papilio helenus -
Papilio memnon -
Papilio rumanzovia -
Paracale -
Paracelis -
Manuel Paradela -
Paradijsslang -
Paraluman -
Paranas -
Parang (Maguindanao) -
Parang (Sulu) -
Parañaque -
Ricardo Paras jr. -
Trinidad Pardo de Tavera -
Bobby Parks -
Parthenos sylvia -
Pasacao -
Pasay -
Pasig (rivier) -
Pasig -
Pasil -
Passi City -
Pastrana (Leyte) -
Pasuquin -
Pata -
PATAFA -
Pedro Paterno -
Vicente Paterno -
Pateros (Metro Manilla) -
Patikul -
Patnanungan -
Patnongon (Antique) -
Pavia (Iloilo) -
Payao -
Violito Payla -
Emmanuel Pelaez -
Pedro Pelaez -
Pelophryne lighti -
Peñablanca -
Peñaranda -
Peñarrubia (Abra) -
Petinomys -
Petinomys crinitus
Petinomys mindanensis -
Perez (Quezon) -
Christian Perez -
Eugenio Perez -
Filemon Perez -
Gil Pérez -
Jose Perez -
Ligaya Perez -
Pescador (eiland) -
Phapitreron brunneiceps -
Phapitreron cinereiceps -
Philetor -
Philippine Airlines -
Philippine Airlines-vlucht 434 -
Philippine Atmospheric, Geophysical and Astronomical Services Administration -
Philippine Basketball Association -
Philippine Daily Inquirer -
Philippine Long Distance Telephone Company -
Philippine Military Academy -
Philippine Institute of Volcanology and Seismology -
Philippine Stock Exchange -
Philippines Football Federation -
Phloeomys pallidus -
Phloeomys -
Phoniscus jagorii -
Piagapo -
Piat -
Leon Pichay -
Picong -
Piddig -
Pidigan (Abra) -
Pigkawayan -
pijlstaart -
Pijlstaartrupsvogel -
Pikit -
Pila (Laguna) -
Gregorio del Pilar -
Marcelo del Pilar -
Pio del Pilar -
Pilar (Abra) -
Pilar (Bataan) -
Pilar (Bohol) -
Pilar (Capiz) -
Pilar (Cebu) -
Pilar (Sorsogon) -
Pilar (Surigao del Norte) -
Pili -
Pililla -
Aquilino Pimentel jr. -
Pinabacdao -
Pinamalayan -
Pinamungahan -
Pinili -
Pinoy -
Sam Pinto -
Pintuyan -
Pinukpuk -
Pio Duran (Albay) -
Pio V. Corpuz -
Pipistrellus javanicus -
Pipistrellus stenopterus -
Pipistrellus tenuis -
Pitogo (Quezon) -
Pitogo (Zamboanga del Sur) -
Piñan -
Placer (Masbate) -
Placer (Surigao del Norte) -
Plaridel (Bulacan) -
Plaridel (Misamis Occidental) -
Plaridel (Quezon) -
Platyptilia eberti -
Platyptilia nussi -
Podogymnura -
Podogymnura aureospinula -
Fernando Poe jr. -
Grace Poe-Llamanzares -
Pola -
Polanco (Zamboanga del Norte) -
Polangui (Albay) -
Kerima Polotan-Tuvera -
Polillo (eiland) -
Polillo (Quezon) -
Polillo-eilanden -
Politiek en staatsinrichting van de Filipijnen -
Polomolok -
Polynesische rat -
Polyura athamas -
Ponson -
Pontevedra (Capiz) -
Pontevedra (Negros Occidental) -
Poona Bayabao -
Poona Piagapo -
Pop Cola -
Porac -
Poro (Cebu) -
Portaal:Filipijnen -
Portia (dier) -
Juan Posadas -
Pototan -
Potvis -
Pozzorubio -
Pres. Carlos P. Garcia -
Pres. Manuel A. Roxas -
Presentacion -
President Quirino -
President Roxas (Capiz) -
President Roxas (Cotabato) -
President van de Filipijnen -
Prieto Diaz -
Leopoldo Prieto -
Prins-Alfredhert -
Prionailurus bengalensis heaneyi -
Prionailurus bengalensis rabori -
Prosperidad (Agusan del Sur) -
Ptenochirus -
Ptenochirus jagori -
Ptenochirus minor -
Pteropus dasymallus -
Pteropus hypomelanus -
Pteropus speciosus -
Ptychozoon intermedium -
Pualas -
Pudtol (Apayao) -
Puerto Galera -
Puerto Princesa -
Pugo -
Pulilan -
Pulupandan -
Raymundo Punongbayan -
Reynato Puno -
Ricardo Puno jr. -
Ricardo Puno sr. -
Roberto Puno -
Ronaldo Puno -
Pura (Tarlac) -
Purperreiger -
Pwersa ng Masang Pilipino

## Q
Orlando Quevedo -
Aurora Quezon -
Manuel Quezon -
Quezon (Bukidnon) -
Quezon (Isabela) -
Quezon (Nueva Ecija) -
Quezon (Nueva Vizcaya) -
Quezon (Palawan) -
Quezon (provincie) -
Quezon -
Quezon City -
Precious Lara Quigaman -
Quinapondan -
Quirino (Ilocos Sur) -
Quirino (Isabela) -
Quirino (provincie)
Elpidio Quirino -
Eduardo Quisumbing -
Leonardo Quisumbing

## R
Dioscoro Rabor -
Rafflesia (geslacht) -
Ragay -
Rajah Buayan -
Honorata de la Rama -
Alberto Ramento -
Ramon Magsaysay (Zamboanga del Sur) -
Ramon (Isabela) -
Ramos (eiland) -
Ramos (Tarlac) -
Fidel Ramos -
Leticia Ramos-Shahani -
Narciso Ramos -
Socorro Ramos -
Godofredo P. Ramos Airport -
Rands sluiptimalia -
Rapu-Rapu (Albay) -
Rattus argentiventer -
Rattus everetti -
Rattus mindorensis -
Rattus nitidus -
Rattus tawitawiensis -
Rattus tiomanicus -
Santanina Rasul -
Real (Quezon) -
Claro Recto -
Ralph Recto -
Regenwulp -
Reina Mercedes -
Antonino Roman -
Remedios T. Romualdez (Agusan del Norte) -
Cerge Remonde -
Gilbert Remulla -
James Reuter -
Reuzenoorvleermuis -
Reuzenstern -
Alice Reyes -
Angelo Reyes -
Efren Reyes -
Efren Reyes sr. -
Fidel Reyes -
Francisca Reyes-Aquino -
Gabriel Reyes -
Godofredo Reyes -
John Carlos de los Reyes -
Maryo de los Reyes -
Ruben Reyes -
Severino Reyes -
Alberto Reynoso -
Ramon Revilla jr. -
Willie Revillame -
Rhinolophus inops -
Rhinolophus macrotis -
Rhinolophus philippinensis -
Rhinolophus rufus -
Rhinolophus subrufus -
Rhinolophus virgo -
Rhynchomys isarogensis -
Rhynchomys -
Rhynchomys banahao -
Rhynchomys tapulao -
Ridderorden in de Filipijnen -
Rijstterrassen van Banaue -
Rijstvogel -
Riksja -
Artemio Rillera -
Ringmus -
Ripley's jufferduif -
Mary Antoinette Rivero -
José Rizal -
Paciano Rizal -
Rizal Memorial Coliseum -
Rizal Memorial Sports Complex -
Rizal (Cagayan) -
Rizal (Kalinga) -
Rizal (Laguna) -
Rizal (Nueva Ecija) -
Rizal (Occidental Mindoro) -
Rizal (Palawan) -
Rizal (provincie) -
Rizal (Zamboanga del Norte) -
Rizal Park -
Jesse Robredo -
Alejandro Roces -
Joaquin Roces -
Susan Roces -
Raul Roco -
Sonia Roco -
Rode koraalbaars -
Francisco Rodrigo -
Rodriguez (Rizal) -
Juan Ángel Rodríguez -
Eulogio Rodriguez -
Roerdomp -
Manuel Antonio Rojo del Rio -
Romblomanon -
Romblon (provincie) -
Romblon (Romblon) -
Eddie Romero -
Gloria Romero -
Benjamin Romualdez -
Daniel Romualdez -
Eduardo Romualdez -
Miguel Romualdez -
Norberto Romualdez sr. -
Pedro Romualdo -
Alberto Romulo -
Carlos Romulo -
Ronda (Cebu) -
Gonzalo Ronquillo -
Roodborstbuulbuul -
Roodborsttapuit -
Roodbrauwmalkoha -
Roodstuitzwaluw -
Marianito Roque -
Eduardo Roquero -
Fabian de la Rosa -
Rosales (Pangasinan) -
Gaudencio Rosales -
Gerald Rosales -
Julio Rosales -
Rosario (Agusan del Sur) -
Rosario (Batangas) -
Rosario (Cavite) -
Rosario (La Union) -
Rosario (Northern Samar) -
Albert del Rosario -
Anacleto del Rosario -
Luis del Rosario -
Manuel del Rosario -
Rodrigo del Rosario -
Fabian de la Rosa -
Roseller Lim (Zamboanga Sibugay) -
Rosse grutto -
Rosse neushoornvogel -
Rosse paradijsmonarch -
Rosse spoorkoekoek -
Rousettus amplexicaudatus -
Roxas (Isabela) -
Roxas (Oriental Mindoro) -
Roxas (Palawan) -
Gerardo Roxas -
Manuel Roxas (president) -
Mar Roxas -
Roxas -
Jose Roy -
Karl Roy -
Hilarion Rubio y Francesco -
Laurentius Ruiz

## S
Sabangan -
Pedro Sabido -
Sablan -
Sablayan -
Sabtang -
Saccolaimus saccolaimus -
Sadanga -
Sagada -
Sagay (Camiguin) -
Sagay (Negros Occidental) -
Sagbayan -
Saguday -
Saguiaran -
Nena Saguil -
Dulce Saguisag -
Rene Saguisag -
Sagñay -
Saint Bernard -
Salak -
Salay -
Domingo de Salazar -
Salcedo (Eastern Samar) -
Salcedo (Ilocos Sur) -
Jainal Antel Sali jr. -
Ernesto Salgado -
Sallapadan (Abra) -
Jovito Salonga -
Lea Salonga -
Salug -
Salvador (Lanao del Norte) -
Salvador Benedicto -
Manuel Salvador -
Samal (Davao del Norte) -
Samal (Bataan)
Samar (eiland) -
Samar (provincie) -
Samar-brilslang -
Samar-snijdervogel -
Samboan -
Sampaloc -
San Agustin (Isabela) -
San Agustin Church -
San Agustin (Romblon) -
San Agustin (Surigao del Sur) -
San Andres (Catanduanes) -
San Andres (Quezon) -
San Andres (Romblon) -
San Antonio (Northern Samar) -
San Antonio (Nueva Ecija) -
San Antonio (Quezon) -
San Antonio (Zambales) -
San Antonio Village -
San Carlos-seminarie -
San Benito (Surigao del Norte) -
San Carlos (Negros Occidental) -
San Carlos (Pangasinan) -
San Clemente (Tarlac) -
San Dionisio -
San Emilio -
San Enrique (Iloilo) -
San Enrique (Negros Occidental) -
San Esteban (Ilocos Sur) -
San Fabian -
San Felipe -
San Fernando (Bukidnon) -
San Fernando (Camarines Sur) -
San Fernando (Cebu) -
San Fernando (Masbate) -
San Fernando (Romblon) -
San Fernando (La Union) -
San Fernando (Pampanga) -
San Francisco (Agusan del Sur) -
San Francisco (Cebu) -
San Francisco (Quezon)
San Francisco (Southern Leyte) -
San Francisco (Surigao del Norte) -
San Gabriel (La Union) -
San Guillermo -
San Ildefonso (Bulacan) -
San Ildefonso (Ilocos Sur) -
San Isidro (Abra) -
San Isidro (Bohol) -
San Isidro (Davao del Norte) -
San Isidro (Davao Oriental) -
San Isidro (Isabela) -
San Isidro (Leyte) -
San Isidro (Northern Samar) -
San Isidro (Nueva Ecija) -
San Isidro (Surigao del Norte) -
San Jacinto (Masbate) -
San Jacinto (Pangasinan) -
San Joaquin (Iloilo) -
San Jorge (Samar) -
San Jose (Antique) -
San Jose (Batangas) -
San Jose (Camarines Sur) -
San Jose (Negros Oriental) -
San Jose (Northern Samar) -
San Jose (Occidental Mindoro) -
San Jose (Romblon) -
San Jose (Dinagat Islands) -
San Jose (Tarlac) -
San Jose (Nueva Ecija) -
San Jose De Buan -
San Jose del Monte -
San Juan (Abra) -
San Juan (Batangas) -
San Juan (Ilocos Sur) -
San Juan (La Union) -
San Juan (Siquijor) -
San Juan (Southern Leyte) -
San Juanico-brug -
San Juan (Metro Manilla) -
San Julian -
San Leonardo (Nueva Ecija) -
San Lorenzo (Guimaras) -
San Lorenzo Ruiz -
San Luis (Agusan del Sur) -
San Luis (Aurora)
San Luis (Batangas) -
San Luis (Pampanga) -
San Manuel (Isabela) -
San Manuel (Pangasinan) -
San Manuel (Tarlac) -
San Marcelino -
San Mariano -
San Mateo (Isabela) -
San Mateo (Rizal) -
San Miguel (Bohol) -
San Miguel (Bulacan) -
San Miguel (Catanduanes) -
San Miguel (Iloilo) -
San Miguel (Leyte) -
San Miguel (Surigao del Sur) -
San Miguel (Zamboanga del Sur) -
San Miguel Corporation -
San Narciso (Quezon) -
San Narciso (Zambales) -
San Nicolas (Batangas) -
San Nicolas (Ilocos Norte) -
San Nicolas (Pangasinan) -
San Pablo (Isabela) -
San Pablo (Zamboanga del Sur) -
San Pablo City -
San Pascual (Batangas) -
San Pascual (Masbate) -
San Pedro (Laguna) -
San Pedro, Lucio -
San Policarpo -
San Quintin (Abra) -
San Quintin (Pangasinan) -
San Rafael (Bulacan) -
San Rafael (Iloilo) -
San Remigio (Antique) -
San Remigio (Cebu) -
San Ricardo -
San Roque (Northern Samar) -
San Sebastian (Samar) -
San Simon -
San Teodoro (Oriental Mindoro) -
San Vicente (Camarines Norte) -
San Vicente (Ilocos Sur) -
San Vicente (Northern Samar) -
San Vicente (Palawan) -
Armando Sanchez -
Augusto Sanchez sr. -
Jose Tomas Sanchez -
Korina Sanchez -
Sanchez-Mira -
Francisco de Sande -
Sandiganbayan -
Teodoro Sandiko -
Santa Ana (Cagayan) -
Santa Ana (Pampanga) -
Santa Barbara (Iloilo) -
Santa Barbara (Pangasinan) -
Santa Catalina (Ilocos Sur) -
Santa Catalina (Negros Oriental) -
Santa Cruz (Davao del Sur) -
Santa Cruz (Ilocos Sur) -
Santa Cruz (Laguna) -
Santa Cruz (Marinduque) -
Santa Cruz (Occidental Mindoro)
Santa Cruz (Zambales) -
Santa Elena (Camarines Norte) -
Santa Fe (Cebu) -
Santa Fe (Leyte) -
Santa Fe (Nueva Vizcaya) -
Santa Fe (Romblon) -
Santa Ignacia -
Santa Josefa -
Santa Lucia (Ilocos Sur) -
Santa Magdalena
Santa Marcela (Apayao)
Santa Margarita -
Santa Maria (Bulacan)
Santa Maria (Davao Occidental) -
Santa Maria (Ilocos Sur) -
Santa Maria (Isabela) -
Santa Maria (Laguna) -
Santa Maria (Pangasinan) -
Santa Maria (Romblon)
Santa Monica (Surigao del Norte) -
Santa Praxedes -
Santa Rita (Pampanga) -
Santa Rita (Samar) -
Santa Rosa (Nueva Ecija) -
Santa Rosa City -
Santa Teresita (Batangas) -
Santa Teresita (Cagayan) -
Santa (Ilocos Sur) -
Santander (Cebu) -
Santiago (Agusan del Norte) -
Santiago (Ilocos Sur) -
Santiago City -
Miriam Defensor-Santiago -
Joey Santiago -
Ignacio Santibáñez -
Santísima Trinidad -
Santo Domingo (Albay) -
Santo Domingo (Ilocos Sur) -
Santo Domingo (Nueva Ecija) -
Santo Niño (Cagayan) -
Santo Niño (Samar) -
Santo Niño (South Cotabato) -
Santo Tomas (Batangas) -
Santo Tomas (Davao del Norte) -
Santo Tomas (Isabela) -
Santo Tomas (La Union) -
Santo Tomas (Pampanga) -
Santo Tomas (Pangasinan) -
Santol (La Union) -
Santol (vrucht) -
Carlos Santos-Viola -
Francisco Santos (wetenschapper) -
Ildefonso Santos jr. -
Judy Ann Santos -
Luis Santos -
Rufino Santos -
Vilma Santos -
Epifanio de los Santos -
Sapa-Sapa -
Sapad -
Sapang Dalaga -
Sapi-an -
Sara -
Sarangani (Davao Occidental) -
Sarangani (provincie) -
Sarawakdolfijn -
Sari-sari-winkel -
Sariaya -
Abraham Sarmiento -
Basilio Sarmiento -
Rene Sarmiento -
Sarrat -
Pedro de Sarrio -
Saruskraan -
Sasmuan -
Deogracias Savellano -
Scarborough-rif -
Schadenbergschorsrat -
Scholekster -
Stephan Schröck -
Schubhalsmalkoha -
Science City of Muñoz -
Scolopax bukidnonensis -
Scotophilus kuhlii -
Sebaste (Antique) -
José Seguí -
Sen. Ninoy Aquino
Leopoldo Serantes -
Sesbania grandiflora -
Sevilla (Bohol) -
Shariff Aguak -
Shariff Kabunsuan -
Shariff Saydona Mustapha -
Siasi -
Siaton -
Siay -
Siayan -
Siargao -
Sibagat (Agusan del Sur) -
Sibalom (Antique) -
Sibonga -
Sibuco -
Sibulan -
Sibunag -
Sibutad -
Sibutu -
Sibuyan -
Sierra Bullones -
Sierra Madre (Filipijnen) -
Sigay -
Sigma (Capiz) -
Siit Arboretum Botanical Garden -
Sijs -
Sikatuna -
Silago -
Silang -
Diego Silang -
Gabriela Silang -
Silay City -
Silvino Lobos -
Simara -
Christel Simms -
Simunul -
Jaime Sin -
Sinacaban -
Sinait -
Sindangan -
Nelly Sindayen -
Luis Singson -
Siniloan -
Sinulog -
Siocon -
Sipalay -
Siphonogorgia -
Sipocot -
Siquijor (provincie) -
Siquijor (Siquijor) -
Sirawai -
Siruma -
Sison (Pangasinan) -
Sison (Surigao del Norte) -
José María Sison -
Teofilo Sison -
Sitangkai -
Slag in de Baai van Manilla -
Slag in de Golf van Leyte -
Slag om Bataan -
Slag om de Filipijnen (1941-1942) -
Slag om Manilla (1762) -
Slag om Manilla (1945) -
Slankapen -
Slanke dolfijn -
Slechtvalk -
Slobeend -
Smelleken -
Smient -
Smyrna-ijsvogel -
Snaveldolfijn -
Wesley So -
SOCCSKSARGEN -
Socorro (Oriental Mindoro) -
Socorro (Surigao del Norte) -
Sofronio Española -
Sogod (Cebu) -
Sogod (Southern Leyte) -
Sohoton nationaal park -
Solana -
Solano -
Charito Solis -
Benito Soliven -
Max Soliven -
Solsona (Ilocos Norte) -
Sominot -
Marvin Sonsona -
Sorsogon -
Vicente Sotto -
Vicente Sotto III -
South Cotabato -
South East Asian Airlines -
South Ubian -
South Upi -
Southern Leyte -
Spaans-Amerikaanse Oorlog -
Spaans-Oost-Indië -
Spitssnuitdolfijn van de Blainville -
Spitstandvleerhond -
Spratly-eilanden -
St. Andrew Cathedral -
St. Luke's Medical Center -
St Paul's Subterranean River National Park -
Steenloper -
Stegodontidae -
Steltkluut -
Straat Luzon -
Stranddruif -
Strandplevier -
Streepkoptimalia -
Strongylodon macrobotrys -
Styloctenium mindorensis -
State of the Nation Address -
Sual -
Subicbaai -
Subic (Zambales) -
Pedro Subido -
Sudipen -
Sugbongcogon -
Sugpon -
Mona Sulaiman -
Sulat -
Sulop
Sultan Dumalondong -
Sultan Kudarat -
Sultan Kudarat (Maguindanao) -
Sultan Mastura -
Sultan Naga Dimaporo -
Sultan sa Barongis -
Sulu-eilanden -
Sulu-neushoornvogel -
Sulu-vlagstaartpapegaai -
Sulu -
Suluspecht -
Suluzee -
Sumilao -
Sumisip -
Juan Sumulong -
Lorenzo Sumulong -
Victor Sumulong -
Sundamys muelleri muelleri -
Sundamys -
Sundasciurus -
Sundasciurus davensis -
Sundasciurus hoogstraali -
Sundasciurus juvencus -
Sundasciurus mindanensis -
Sundasciurus moellendorffi -
Sundasciurus philippinensis -
Sundasciurus rabori -
Sundasciurus samarensis -
Sundasciurus steerii -
Superferry 14 -
Surallah -
Surigao -
Surigao del Norte -
Surigao del Sur -
Sus ahoenobarbus -
Sus oliveri -
Suyo

## T
Taal (Batangas) -
Taalmeer -
Tabaco -
Tabaksmonopolie -
Tabango -
Tabina -
Tablas -
Tabogon -
Tabonmens -
Tabontabon -
Tabuelan -
Tabuk (Kalinga) -
Tacloban -
Tacurong -
Tadian -
Tafeleend -
Taft (Eastern Samar) -
Tagalog -
Tagana-an -
Tagapul-an -
Tagaytay -
Tagbilaran -
Tagbina -
Tagkawayan -
Luis Antonio Tagle -
Tago -
Tagoloan (Lanao del Norte) -
Tagoloan (Misamis Oriental) -
Tagoloan II -
Tagudin -
Taguig -
Tagum -
Eric Taino -
Talacogon (Agusan del Sur) -
Talaingod -
Talakag -
Talalora -
Diosdado Talamayan -
Talamban -
Talavera (Nueva Ecija) -
Talayan -
Talibon -
Talipao -
Talisay (Batangas) -
Talisay (Camarines Norte) -
Talisay (Cebu) -
Talisay (Negros Occidental) -
Talisayan -
Talitay -
Talugtug -
Talusan -
Tamaroe -
Tambja morosa -
Tambja olivaria -
Tambulig -
Tampakan -
Tamparan -
Tampilisan -
Isabelo Tampinco -
Tampo -
Lorenzo Tañada -
Wigberto Tañada -
Harry Tañamor -
Abdusakur Tan -
Lucio Tan -
Tanauan (Batangas) -
Tanauan (Leyte) -
Tanay (Rizal) -
Tandag -
Tandubas -
Tangalan (Aklan) -
Tangcal -
Tangub -
Tanjay -
Tantangan -
Bienvenido Tantoco sr. -
Tanudan -
Tanza -
Taoïstische tempel van Cebu -
Tapaz -
Taphozous melanopogon -
Tapuit -
Tapul -
Taraka -
Tarangnan -
Tarlac -
Luis Taruc -
Tarragona (Davao Oriental) -
Tarsomys apoensis -
Tarsomys echinatus -
Tarsomys -
Francisco Tatad -
Tawi-Tawi -
Tawitawi-dolksteekduif -
Tayabas (Quezon) -
Tayasan -
Taysan -
Taytay (Palawan) -
Taytay (Rizal) -
Tayug -
Tayum (Abra) -
T'Boli (South Cotabato) -
Claudio Teehankee sr. -
Telicota ancilla -
Francisco de Tello de Guzmán -
Gilberto Teodoro jr. -
Toribio Teodoro -
Teresa -
Ternate (Cavite) -
Amando Tetangco jr. -
Margarito Teves -
The Manila Times -
Thee (plant) -
Thiania viscaensis -
Tiaong -
Tibiao (Antique) -
Ticao -
Tigaon -
Tigbao -
Tigbauan -
Tijgervink -
Tinambac -
Tineg (Abra) -
Tinglayan -
Tingloy -
Tinoc -
Tipo-Tipo -
Titay -
Tiwi (Albay) -
Tobias Fornier (Antique) -
Toboso -
Toledo (Cebu) -
Arturo Tolentino -
Guillermo Tolentino -
Lorna Tolentino -
Tolosa (Leyte) -
Tomas Oppus (Southern Leyte) -
Tondo (Manilla) -
Tongkil -
Teodulo Topacio jr. -
Topper (vogel) -
Torenvalk -
Simeon Toribio -
Eugenio Torre -
Marestella Torres -
Torrijos (Marinduque) -
Trassi -
Trece Martires -
Trento (Agusan del Sur) -
Treurmaina -
Mariano Trias -
Antonio Trillanes IV -
Trinidad (Bohol) -
Troides brookiana -
Troides magellanus -
Troostmeisje -
Tropidolaemus wagleri -
Tryphomys -
Tuao -
Pedro Tuazon -
Tuba (Benguet) -
Tubajon -
Tubao -
Tubaran -
Tubay (Agusan del Norte) -
Tubbataha-riffen -
Tubigon -
Tublay -
Tubo (Abra) -
Tubod (Lanao del Norte) -
Tubod (Surigao del Norte) -
Tubungan -
Tuburan (Basilan) -
Tuburan (Cebu) -
Tudela (Cebu) -
Tudela (Misamis Occidental) -
Tugaya -
Tuguegarao -
Tuimelaar -
Tukuran -
Tulunan -
Tumauini -
Tunga -
Tungawan -
Tupaia moellendorffi -
Tupi (South Cotabato) -
Jesus Tuquib -
Tureluur -
Turtle Islands -
Tuy (Batangas) -
Tweede Filipijnse Republiek -
Tylonycteris pachypus -
Tylonycteris robustula

## U
Ubay -
Umingan -
Ungkaya Pukan
Unisan
University of San Carlos -
University of Santo Tomas -
University of the Philippines -
Upi
Urbiztondo -
Andrés de Urdaneta -
Urdaneta -
Uson -
Reynaldo Uy -
Uyugan

## V
Valderrama (Antique) -
Vale oeverzwaluw -
Valencia (Bohol) -
Valencia (Negros Oriental) -
Pio Valenzuela -
Valenzuela (Metro Manilla) -
Valladolid (Negros Occidental) -
Vallehermoso (Negros Oriental) -
Romulo Valles -
Vanessa indica -
Varanus bitatawa -
Varanus mabitang -
Florencio Vargas -
Jorge Vargas -
Jose Antonio Vargas -
Vatica maritima -
Conrado Vasquez jr. -
Diego Vázquez de Mercado -
Lydia de Vega -
Mansueto Velasco -
Roel Velasco -
Velduil -
Jose Maria Veloso -
Jose de Venecia III -
Jose de Venecia jr. -
Andrea Veneracion -
Fabian Ver -
Jose Vera -
Alicia Vergel -
Filipijnse verkiezingen 1919 -
Filipijnse verkiezingen 1922 -
Filipijnse verkiezingen 1935 -
Filipijnse verkiezingen 1941 -
Filipijnse verkiezingen 1949 -
Filipijnse verkiezingen 1965 -
Filipijnse verkiezingen 1967 -
Filipijnse verkiezingen 1969 -
Filipijnse verkiezingen 1971 -
Filipijnse verkiezingen 1986 -
Filipijnse verkiezingen 1987 -
Filipijnse verkiezingen 1992 -
Filipijnse verkiezingen 1998 -
Filipijnse verkiezingen 2001 -
Filipijnse verkiezingen 2004 -
Filipijnse verkiezingen 2007 -
Filipijnse verkiezingen 2010 -
Veruela (Agusan del Sur) -
Vervoer in de Filipijnen -
Victoria (Laguna) -
Victoria (Northern Samar) -
Victoria (Oriental Mindoro) -
Victoria (Tarlac) -
Victorias -
Ricardo Vidal -
Viga -
Vigan City -
Jose Garcia Villa -
Villamor Air Base -
Villaba -
Yoyoy Villame -
Ignacio Villamor -
Jesus Villamor -
Villamor Air Base -
Esteban Villanueva -
Villanueva (Misamis Oriental) -
Anthony Villanueva -
Eddie Villanueva -
José Villanueva (bokser) -
Cynthia Villar -
Manny Villar -
Martin Villarama jr. -
Villareal (Samar) -
Villasis -
Villaverde (Nueva Vizcaya) -
Villaviciosa (Abra) -
Socrates Villegas -
Ramon Villena -
Vincenzo A. Sagun -
Vintar -
Vinzons -
Virac (Catanduanes) -
Cesar Virata -
Visarend -
Visayan geribbelde neushoornvogel -
Visayanzee -
Visayas -
Visayawrattenzwijn -
Visdief -
Jose Vitug -
Vlagstaartpapegaaien -
Vlag van de Filipijnen -
Vogels in de Filipijnen -
Vuurborsthoningzuiger -
Vuurbuikpadden

## W
Wack Wack Golf & Country Club -
Walvishaai -
Wao (Lanao del Sur) -
Wapen van de Filipijnen -
Waray-Waray -
Waspompoen -
Waterhoen -
Watersnip -
Watervaraan -
Webb, Freddie -
Wereldkampioenschap 9-ball 2007 -
Western Visayas -
Whiteheads salangaan -
White, Miguel -
Wilde eend -
Winchells ijsvogel -
Wintertaling -
Witbuikspecht -
Witgat -
Witlipdolfijn -
Witte kwikstaart -
Witvoorhoofdmees -
Witvinvaalhaai -
Witvleugelrupsvogel -
Witwangstern -
Worcesters vechtkwartel -
Wulp

## Y
Luis Yangco -
Teodoro Yangco -
Arthur Yap -
Emilio Yap -
James Yap -
Pedro Yap -
Adolfo Yllana -
Consuelo Ynares-Santiago -
Nicanor Yñiguez -
Megan Young -
Haydee Yorac -
José Yulo

## Z
Zachte vinnetjespalm -
Gregorio Zaide -
Oscar de Zalameda -
Calixto Zaldivar -
Jacinto Zamora -
Zambales -
Zamboanga -
Zamboanga del Norte -
Zamboanga del Sur -
Zamboanga Peninsula -
Zamboanga Sibugay -
Zamboanguita -
Zamboanguita -
Zaragoza (Nueva Ecija) -
Zarraga -
Zebraduif -
Zeekrokodil -
Zeeslag bij Playa Honda -
Zeeslag bij Puerto de Cavite -
Zest Airways -
Tecla San Andres-Ziga -
Venancio Ziga -
Victor Ziga -
Zilveren dwergijsvogel -
Zilvermeeuw -
Zilverplevier -
Enrique Zobel -
Fernando Zóbel de Ayala -
Jaime Zobel de Ayala -
Zoete aardappel -
Zomertaling -
Jose Zubiri jr. -
Jose Zubiri III -
Juan Miguel Zubiri -
Zuid-Chinese Zee -
Zuidelijke Leger -
Zuidoost-Azië -
Francisco Zulueta -
Jose Zulueta (bibliograaf) -
Jose Zulueta (politicus) -
Zumarraga (Samar) -
Zwarte ibis -
Zwarte ruiter -
Zwarte wouw -
Zwarte zapote -
Zwarte zwaardwalvis -
Zwartnekjufferduif -
Zwartoorvruchtenduif -
Zwartwangspoorkoekoek -
Zwijnshert